# The Splendid Romance
The Splendid Romance er en amerikansk stumfilm fra 1919 af Edward José.

## Medvirkende
- Enrico Caruso som Cosimo
- Ormi Hawley
- Crauford Kent
- Charlotte Ives